# Биатлон на зимней Универсиаде 2007
Соревнования по биатлону в рамках зимней Универсиады 2007 года проходили с 19 января по 26 января в муниципалитете Чезана на стадионе «Чезана-Сан-Сикарио» на высоте 1618—1680 м над уровнем моря. Было разыграно 10 комплектов наград: мужчины и женщины выявили сильнейших в индивидуальной гонке, спринте, преследовании, масс-старте и эстафетах.
В соревнованиях приняли участие 101 спортсменов — 50 мужчин и 51 женщина, представлявшие 16 стран.

## Результаты соревнований
| Гонка                                                                                   | Женщины | Мужчины |
| --------------------------------------------------------------------------------------- | --- | --- |
| Индивидуальная гонка 1. 19 января 2007 Женщины: 15 км 2. 19 января 2007 Мужчины: 20 км  | Оксана Яковлева 1:07:49.9 (2) Надежда Скардино +1:13.1 (4) Вита Семеренко +1:18.5 (3)                                                                                       | Сергей Новиков 1:02:41.8 (2) Сергей Седнев +1:15.7 (4) Роман Прима +1:39.3 (2) |
| Спринт 1. 21 января 2007 Женщины: 7,5 км 2. 21 января 2007 Мужчины: 10 км               | Дарья Домрачева 25:07.7 (2) Валентина Семеренко +20.0 (2) Вита Семеренко +24.5 (2)                                                                                          | Андрей Маковеев 27:37.9 (2) Сергей Тарасов +15.3 (1) Сергей Седнев +29.5 (1) |
| Гонка преследования 1. 22 января 2007 Женщины: 10 км 2. 22 января 2007 Мужчины: 12,5 км | Вита Семеренко 38:27.6 (1) Валентина Семеренко +0.1 (1) Людмила Калинчик +1:13.5 (2)                                                                                        | Андрей Маковеев 39:26.9 (5) Ярослав Соукуп +32.8 (1) Сергей Тарасов +2:10.6 (8) |
| Масс-старт 1. 24 января 2007 Женщины: 12,5 км 2. 24 января 2007 Мужчины: 15 км          | Надежда Скардино 46:50.7 (1) Надежда Частина +17.6 (4) Валентина Семеренко +40.4 (4)                                                                                        | Андрей Маковеев 48:52.8 (3) Олег Бережной +37.0 (1) Сергей Седнев +1:07.9 (6) |
| Эстафета 1. 26 января 2007 Женщины: 3×6 км 2. 26 января 2007 Мужчины 4×7,5 км           | Беларусь 1:06:52.1 (0+3) (Калинчик, Скардино, Ананько) Украина +1:18.9 (0+8) (Валя Семеренко, Вита Семеренко, Яковлева) Россия +2:06.0 (0+14) (Романова, Денисова, Частина) | Беларусь 1:30:51.4 (0+7) (Новиков, Миклашевский, Перцев, Симцов) Украина +2:03.6 (4+6) (Бережной, Седнев, Юнак, Прима) Россия +3:41.8 (4+15) (Ихсанов, Тарасов, Елисеев, Маковеев) |

## Медальный зачёт в биатлоне
| Место | Страна   |   |   |   | Всего |
| ----- | -------- | - | - | - | ----- |
| 1     | Беларусь | 5 | 1 | 1 | 7     |
| 2     | Россия   | 3 | 2 | 3 | 8     |
| 3     | Украина  | 2 | 6 | 6 | 14    |
| 4     | Чехия    | 0 | 1 | 0 | 1     |